# Хангір
Хангір (рос. Хангир) — улус Єравнинського району, Бурятії Росії. Входить до складу Сільського поселення Усть-Егітське.
Населення — 73 особи (2015 рік).